# Colocleora burgeoni
Colocleora burgeoni là một loài bướm đêm trong họ Geometridae.